# Berlin (Massachusetts)
Berlin é uma vila localizada no condado de Worcester no estado estadounidense de Massachusetts. No Censo de 2010 tinha uma população de 3.144 pessoas.

## Geografia
Berlin encontra-se localizado nas coordenadas 42° 23′ 06″ N, 71° 38′ 02″ O. Segundo a Departamento do Censo dos Estados Unidos, Berlin tem uma superfície total de 34.12 km², da qual 33.6 km² correspondem a terra firme e (1.53%) 0.52 km² é água.

## Demografia
Segundo o censo de 2010, tinha 2.866 pessoas residindo em Berlim. A densidade populacional era de 84 hab./km². Dos 2.866 habitantes, Berlin estava composto pelo 96.02% brancos, o 0.66% eram afroamericanos, o 0.31% eram amerindios, o 1.4% eram asiáticos, o 0% eram insulares do Pacífico, o 0.35% eram de outras raças e o 1.26% pertenciam a duas ou mais raças. Do total da população o 1.54% eram hispanos ou latinos de qualquer raça.